# Liste des plus longs cours d'eau
Cet article recense les principaux cours d'eau du monde, ordonnés par longueur décroissante.

## Problématique
La longueur d'un cours d'eau peut être difficile à mesurer avec précision ; elle dépend de l'identification de sa source, de celle de son embouchure et de la mesure de la longueur entre la source et l'embouchure. En conséquence, les mesures de longueur de nombreux cours d'eau ne sont que des approximations. En particulier, la longueur du Nil et de l'Amazone (afin de savoir lequel est le plus long fleuve du monde) est débattue depuis plus d'un siècle.
Un long cours d'eau possède généralement plusieurs affluents. Parmi les nombreuses sources de ceux-ci, celle qui est située le plus loin de l'embouchure est généralement considérée comme étant la source du cours d'eau, maximisant ainsi sa longueur. En pratique, l'affluent dont la source est la plus lointaine ne donne pas toujours son nom au cours d'eau. Par exemple, la source la plus lointaine du système du Mississippi est celle de la Jefferson, un affluent du Missouri, lequel est lui-même un affluent du Mississippi. Cependant un autre affluent — plus court — est identifié comme étant le Mississippi. En outre, il peut être difficile de savoir où commence un cours d'eau lorsque celui-ci débute par des ruisseaux saisonniers, des marais ou des lacs changeant fréquemment de superficie.
L'embouchure d'un cours d'eau peut être difficile à déterminer s'il possède un grand estuaire qui s'élargit graduellement dans l'océan, comme le Río de la Plata, le Saint-Laurent ou la Garonne. Certains cours d'eau, comme l'Okavango, n'ont pas d'embouchure : leur volume diminue progressivement et ils s'évaporent au bout du compte, ou sombrent dans un aquifère ou sont détournés pour l'agriculture. Le point où ces cours d'eau se terminent varie en suivant les saisons.
En l'absence de cartes précises, la longueur totale d'un cours d'eau peut être difficile à établir et dépend de l'échelle de la carte utilisée : plus l'échelle est grande, plus un cours d'eau apparaît comme long. En effet, sur une carte à grande échelle, on prend en compte des détails du lit du cours d'eau qui en augmentent la longueur. Ce problème, dû à l'aspect fractal d'un cours d'eau, fut découvert par Lewis Fry Richardson et concerne également les mesures des frontières entre pays ou des côtes. Idéalement, la mesure de la longueur d'un cours d'eau devrait se faire à partir de cartes montrant sa largeur, et le chemin mesuré serait celui d'un bateau qui descendrait le cours d'eau en son milieu.
Même lorsqu'on dispose de cartes précises, la longueur peut ne pas être bien définie. Certains cours d'eau possèdent plusieurs bras. La longueur peut dépendre du point de référence (centre du cours d'eau ou l'une de ses berges). Si le cours d'eau traverse un lac, il peut être malaisé d'établir la longueur à travers celui-ci (et certains lacs varient suivant les saisons). À cause de toutes ces difficultés, il est difficile — et peut-être impossible — d'obtenir une valeur précise (ou comparable) pour la longueur d'un cours d'eau.
Des études récentes tendraient à montrer que l'Amazone serait plus long que le Nil, mais un consensus à ce sujet n'a pas encore été établi.

## Liste

### Caractéristiques
La liste suivante tente de recenser tous les cours d'eau terrestres dont la longueur est égale ou supérieure à 1 000 km. Pour chaque bassin versant, les longueurs suivantes sont considérées :
- la longueur totale d'écoulement la plus grande : par exemple dans le cas du bassin du Mississippi, cette longueur est celle du système Mississippi-Missouri-Jefferson ;
- la longueur de chacun des cours d'eau individuels, s'ils dépassent 1 000 km : dans l'exemple précédent, c'est le cas du Mississippi et du Missouri.

Pour le classement, la liste évite de classer un même cours d'eau deux fois :
- si un cours d'eau mesure plus de 1 000 km mais qu'une partie de son cours est incluse dans un système plus long, il n'est pas classé et simplement listé (c'est le cas de l'Euphrate, qui fait partie du système Euphrate-Chatt-el-Arab) ;
- si un cours d'eau mesurant plus de 1 000 km se jette simplement dans un autre plus long, il est classé (c'est le cas du Tigre, qui forme le Chatt-el-Arab avec l'Euphrate, mais qui est plus petit que ce dernier).

Pour chaque cours d'eau, le tableau ci-dessous précise :
- Le rang : numérotation des cours d'eau selon les plus longs parcours linéaires d'écoulement dans chaque système fluvial ;
- les villes traversées par le cours d'eau ;
- le nom : celui de l'écoulement (fleuve / rivière) principal, éventuellement suivi par le(s) nom(s) du / des affluent(s) formant le plus long parcours linéaire d'écoulement ;
- la longueur (en km) : Pour beaucoup de cours d'eau, différentes références produisent des longueurs conflictuelles ; si une de ces longueurs est significativement différente des autres, elle est mentionnée entre parenthèses ;
- la superficie du bassin versant ;
- le module du débit (en m3/s) : calculé sur du long terme au plus près de l'embouchure ;
- le continent : sur lequel s'écoule le cours d'eau ;
- l'embouchure : l'étendue d'eau (océan, mer, lac) où le cours d'eau dans lequel il se jette ;
- les pays dans lesquels s'étend le bassin versant.

### Ordres de grandeur
À titre de comparaison, le plus petit fleuve de France est la Veules, fleuve côtier de Seine-Maritime, tributaire de la Manche, long de 1 149 mètres (parfois arrondis à 1,15 km ou 1,2 km). Son débit pluri-annuel moyen (ou module) à son embouchure (à Veules-les-Roses) est de 0,52 m3/s. Mais il est très régulier et constant tout au long de l'année (étiage à 0,48 m3/s, donc l'écart entre la moyenne et le minimum est très faible). Son bassin versant a une superficie de 23,53 km2 (au minimum ; et 30 km2 si on l'étend à une portion du territoire de la commune de Sotteville-sur-Mer).
Ces données quantitatives permettent de se faire une idée des nombres en ordres de grandeur qui séparent la Veules de l'Amazone, de loin le plus puissant et peut-être le plus long fleuve du monde, et dont la zone de drainage est presque le double de celle du deuxième bassin versant du monde (celui du Congo). La longueur de la Veules représente donc 0,01% de celle de l'Amazone (soit trois ordres de grandeur de différence), sa puissance 0,0002% et son bassin 0,0003% (soit cinq ordres de grandeur) ! 
Pourtant, la source de la Veules est à une vingtaine de mètres d'altitude, quand celle de l'Amazone est à 5 170 m. Mais ces altitudes initiales, rapportées aux longueurs respectives des deux fleuves, font que le coefficient de pente de la Veules est de 1,74%, quand celui de l'Amazone est de 0,073%, et donc sur ce point l'inclinaison de la Veules (déterminant le courant) est, par surprise, supérieure à celle de son grand frère sud-américain de trois ordres de grandeur ! Et l'on sait que l'écoulement, pourtant assez rapide, de l'Amazone ne provient pas de sa pente très faible mais du poids de ses masses d'eau en amont (voir la section « Régime hydrologique » de l'article sur l'Amazone).
Alors, au plan qualitatif cette fois, le courant de la Veules a donné sa force à de nombreux moulins jalonnant ses rives (et soigneusement restaurés aujourd'hui,), et a irrigué une culture d'exportation gourmande en eau : celle du cresson ; et cela fait de la Veules une véritable attraction touristique et « un élément important du folklore local », tout comme l'Amazone, finalement...

### Tableau
| Clé de couleur par Continent | Clé de couleur par Continent | Clé de couleur par Continent | Clé de couleur par Continent | Clé de couleur par Continent | Clé de couleur par Continent |
| ---------------------------- | ---------------------------- | ---------------------------- | ---------------------------- | ---------------------------- | ---------------------------- |
| Afrique                      | Asie                         | Océanie                      | Europe                       | Amérique du Nord             | Amérique du Sud              |

| #     | Villes traversées | Cours d'eau                                                                    | Longueur (km)   | Bassin versant (km²) | Module du débit (m³/s) | Continent        | Embouchure                         | Pays dans le bassin versant |
| ----- | --- | ------------------------------------------------------------------------------ | --------------- | -------------------- | ---------------------- | ---------------- | ---------------------------------- | --- |
| +001, | Pucallpa, Iquitos, Santarém, Macapá, Belém, Ananindeua | Amazone - Río Ucayali - Río Apurímac                                           | +6 992,         | +6 112 000,          | +209 000,              | Amérique du Sud  | Océan Atlantique                   | Bolivie, Brésil, Colombie, Équateur, Pérou, Venezuela                                                                          |
| +002, | Djouba, Malakal, Khartoum, Omdourman, Assouan, Qina, Assiout, Al-Minya, Beni Suef, Gizeh, Le Caire, Damiette | Nil - Nil Blanc - Kagera                                                       | +6 853,         | +3 349 000,          | +2 830,                | Afrique          | Mer Méditerranée                   | Burundi, Égypte, Érythrée, Éthiopie, Kenya, Ouganda, République démocratique du Congo, Rwanda, Soudan, Soudan du Sud, Tanzanie |
| +003, | Panzhihua, Yibin, Luzhou, Chongqing, Yichang, Jingzhou, Yueyang, Wuhan, Ezhou, Huangshi, Jiujiang, Anqing, Tongling, Wuhu, Ma’anshan, Nankin, Zhenjiang, Jiangyin, Nantong, Shanghai                                                       | Yangzi Jiang (Fleuve Bleu)                                                     | +6 380,         | +1 800 000,          | +31 900,               | Asie             | Mer de Chine orientale             | Chine |
| +004, | Omaha, Kansas City, Saint-Louis, Memphis, Bâton Rouge, Metairie, La Nouvelle Orléans | Mississippi - Missouri - Jefferson                                             | +6 275,         | +3 238 000,          | +18 000,               | Amérique du Nord | Golfe du Mexique                   | États-Unis (98,5 %), Canada (1,5 %)                                                                                            |
| +005, | Oulan-Oude, Irkoutsk, Angarsk, Bratsk | Ienisseï - Angara - Selenga - Ideriin Gol                                      | +5 539,         | +2 620 000,          | +19 800,               | Asie             | Mer de Kara                        | Russie (97,1 %), Mongolie (2,9 %)                                                                                              |
| +006, | Lanzhou, Wuhai, Baotou, Zhengzhou, Kaifeng, Jinan | Huang He (fleuve Jaune)                                                        | +5 464,         | +752 443,            | +2 571,                | Asie             | Mer de Bohai                       | Chine |
| +007, | Öskemen, Semeï, Pavlodar, Omsk, Tobolsk, Khanty-Mansiïsk | Ob - Irtych                                                                    | +5 410,         | +2 975 000,          | +12 760,               | Asie             | Golfe de l'Ob                      | Russie, Kazakhstan, Chine, Mongolie                                                                                            |
| +008, | Kindu, Kisangani, Mbandaka, Kinshasa, Brazzaville, Matadi, Boma | Congo - Lwapula - Chambeshi                                                    | +4 700,         | +3 680 000,          | +41 800,               | Afrique          | Océan Atlantique                   | République démocratique du Congo, Angola                                                                                       |
| +009, | Blagovechtchensk, Khabarovsk, Komsomolsk-sur-l'Amour | Amour - Argoun - Lac de Hulun - Kerülen                                        | +4 444,         | +1 929 955,          | +11 000,               | Asie             | Mer d'Okhotsk                      | Russie, Chine, Mongolie |
| +010, | Iakoutsk | Léna                                                                           | +4 400,         | +2 490 000,          | +16 300,               | Asie             | Mer des Laptev                     | Russie |
| +011, | Jinghong, Vientiane, Phnom Penh, Long Xuyen, Vinh Long, Can Tho, My Tho | Mékong                                                                         | +4 350,         | +795 000,            | +15 000,               | Asie             | Mer de Chine méridionale           | Chine, Birmanie, Thaïlande, Laos, Cambodge, Vietnam                                                                            |
| +012, | Öskemen, Semeï, Pavlodar, Omsk, Tobolsk, Khanty-Mansiïsk | Irtych                                                                         | +4 248,         | +1 673 470,          | +2 980,                | Asie             | Ob                                 | Russie, Kazakhstan, Chine, Mongolie                                                                                            |
| +013, | Fort Providence | Mackenzie - Esclaves - Paix - Finlay                                           | +4 241,         | +1 805 000,          | +9 700,                | Amérique du Nord | Mer de Beaufort                    | Canada |
| +014, | Trinidad, Porto Velho | Madeira - Mamoré - Río Grande                                                  | +4 207,         | +1 420 000,          | +32 000,               | Amérique du Sud  | Amazone                            | Bolivie, Pérou, Brésil |
| +015, | Siguiri, Bamako, Ségou, Mopti, Niamey, Onitsha | Niger                                                                          | +4 184,         | +2 262 000,          | +5 589,                | Afrique          | Golfe de Guinée - Océan Atlantique | Guinée, Mali, Niger, Bénin, Nigeria                                                                                            |
| +016, | Kyzyl, Abakan, Krasnoïarsk | Ienisseï                                                                       | +4 093,         | +2 620 000,          | +19 800,               | Asie             | Mer de Kara                        | Russie, Mongolie |
| +017, | Omaha, Kansas City, Saint-Louis | Missouri                                                                       | +4 090,         | +1 376 180,          | +2 300,                | Amérique du Nord | Mississippi                        | États-Unis, Canada |
| +018, | Patos de Minas, Itumbiara, Tres Lagoas, Foz do Iguaçu, Ciudad del Este, Posadas, Corrientes, Paraná, Santa Fe, Rosario, San Nicolás de los Arroyos, San Pedro, Zárate                                                                      | Paranaiba - Paraná                                                             | +3 998,         | +2 582 672,          | +16 800,               | Amérique du Sud  | Océan Atlantique                   | Brésil, Paraguay, Argentine |
| +019, | Saint-Paul, Minneapolis, Davenport,Saint-Louis, Memphis, Bâton Rouge, Metairie, La Nouvelle Orléans | Mississippi                                                                    | +3 766,         | +3 238 000,          | +18 000,               | Amérique du Nord | Golfe du Mexique                   | États-Unis |
| +020, | Biïsk, Barnaoul, Novossibirsk | Ob                                                                             | +3 650,         | +2 975 000,          | +12 760,               | Asie             | Golfe de l'Ob                      | Russie |
| +021, | Tver, Rybinsk, Iaroslavl, Kostroma, Nijni Novgorod, Tcheboksary, Novotcheboksarsk, Kazan, Oulianovsk, Dimitrovgrad, Togliatti, Samara, Syzran, Balakovo, Engels, Saratov, Kamychine, Volgograd, Astrakhan                                  | Volga                                                                          | +3 645,         | +1 350 000,          | +8 060,                | Europe           | Mer Caspienne                      | Russie |
| +022, | Santa Rosa do Purus, Puerto Esperanza Puerto Estirón de Marcos | Purus                                                                          | +3 379,         | +371 040,            | +10 970,               | Amérique du Sud  | Amazone                            | Pérou, Brésil |
| +023, | Whitehorse, Dawson City | Yukon                                                                          | +3 184,         | +847 600,            | +6 200,                | Amérique du Nord | Mer de Béring                      | États-Unis, Canada |
| +024, | Attock, Mianwali, Dera Ismail Khan, Sukkur, Hyderabad, Kotri | Indus                                                                          | +3 180,         | +1 081 700,          | +4 072,                | Asie             | Mer d'Arabie                       | Chine, Inde, Pakistan |
| +025, | Petrolina, Paulo Alfonso | São Francisco                                                                  | +3 180, (2 900) | +617 812,            | +2 900,                | Amérique du Sud  | Océan Atlantique                   | Brésil |
| +026, | Namangan, Kokand, Khodjent, Kyzylorda | Syr-Daria - Naryn                                                              | +3 019,         | +402 760,            | +1 180,                | Asie             | Mer d'Aral                         | Kazakhstan, Ouzbékistan, Tadjikistan, Kirghizistan                                                                             |
| +027, | Thunder Bay, Green Bay, Milwaukee, Kenosha, Chicago, Detroit, Windsor, Toledo, Cleveland, Buffalo, Rochester, Hamilton, Burlington, Oakville, Mississauga, Toronto, Ajax, Oshawa, Kingston, Montréal, Laval, Trois-Rivières, Québec, Lévis | Saint-Laurent - Niagara - Détroit - Sainte-Claire - Sainte-Marie - Saint-Louis | +3 058,         | +1 610 000,          | +12 309,               | Amérique du Nord | Golfe du Saint-Laurent             | États-Unis, Canada |
| +028, | Albuquerque, Las Cruces, El Paso, Ciudad Juárez, Ciudad Acuña, Piedras Negras, Nuevo Laredo, Laredo, Reynosa, Matamoros, Brownsville | Rio Grande                                                                     | +3 057, (2 896) | +607 965,            | +160,                  | Amérique du Nord | Golfe du Mexique                   | États-Unis, Mexique |
| +029, | Ulm, Ingolstadt, Ratisbonne, Linz, Vienne, Bratislava, Budapest, Novi Sad, Belgrade, Roussé, Braila, Galati | Danube                                                                         | +3 020,         | +805 000,            | +6 500,                | Europe           | Mer Noire                          | Allemagne, Autriche, Bulgarie, Croatie, Hongrie, Moldavie, Roumanie, Serbie, Slovaquie, Ukraine                                |
| +030, | | Toungouska Inférieure                                                          | +2 989,         | +473 000,            | +3 750,                | Asie             | Ienisseï                           | Russie |
| +031, | Erzincan, Raqqa, Ramadi, Falloujah, Koufa, Samawa, Hilla, Diwaniya, Nassiriya, Al-Qurnah, Bassorah, Khoramshahr, Abadan | Chatt-el-Arab - Euphrate - Murat Nehri                                         | +2 970,         | +1 000 000,          | +1 750,                | Asie             | Golfe Persique                     | Irak, Iran, Syrie, Turquie |
| +032, | Dibrugarh, Guwahati, Sirajganj | Brahmapoutre                                                                   | +2 948,         | +930 000,            | +22 160,               | Asie             | Golfe du Bengale                   | Chine, Inde, Bangladesh |
| +033, | | Murray - Darling - Condamine River                                             | +2 844,         | +1 061 469,          | +767,                  | Océanie          | Océan Indien                       | Australie |
| +034, | Moulmein | Salouen                                                                        | +2 815,         | +324 000,            | +4 978,                | Asie             | Mer d'Andaman                      | Chine, Birmanie, Thaïlande |
| +035, | Livingstone, Tete | Zambèze                                                                        | +2 693,         | +1 330 000,          | +3 500,                | Afrique          | Canal du Mozambique, Océan Indien  | Zambie, Angola, Namibie, Zimbabwe, Botswana, Malawi, Tanzanie, Mozambique                                                      |
| +036, | | Viliouï                                                                        | +2 650,         | +454 000,            | +1 461,                | Asie             | Léna                               | Russie |
| +037, | | Araguaia                                                                       | +2 627,         | +380 000,            | +6 172,                | Amérique du Sud  | Tocantins                          | Brésil |
| +038, | Palmas, Imperatriz, Marabá, Tucuruí | Tocantins                                                                      | +2 600,         | +764 183,            | +11 364,               | Amérique du Sud  | Océan Atlantique, Amazone          | Brésil |
| +039, | Turkmenabat, Noukous | Amou-Daria                                                                     | +2 580,         | +534 739,            | +1 400,                | Asie             | Mer d'Aral                         | Afghanistan, Tadjikistan, Ouzbékistan, Turkménistan                                                                            |
| +040, | Edmonton | Nelson - Saskatchewan                                                          | +2 570,         | +1 072 300,          | +2 370,                | Amérique du Nord | Baie d'Hudson                      | Canada, États-Unis |
| +041, | Corumbá, Mariano Roque Alonso, Asunción, Lambaré, Formosa | Paraguay                                                                       | +2 549,         | +1 095 000,          | +4 300,                | Amérique du Sud  | Paraná                             | Brésil, Bolivie, Paraguay, Argentine                                                                                           |
| +042, | | Kolyma                                                                         | +2 513,         | +643 000,            | +4 060,                | Asie             | Mer de Sibérie orientale           | Russie |
| +043, | Haridwar, Farrukhabad, Kanpur, Prayagraj, Mirzapur, Varanasi, Patna, Munger, Baharampur, Kolkata, Haldia, Rajsahi, Barisal | Gange                                                                          | +2 510,         | +907 000,            | +16 648,               | Asie             | Brahmapoutre, Golfe du Bengale     | Inde, Bangladesh |
| +044, | | Pilcomayo                                                                      | +2 500,         | +270 000,            | +175,                  | Amérique du Sud  | Paraguay                           | Bolivie, Argentine, Paraguay                                                                                                   |
| +045, | Biïsk, Barnaoul, Novossibirsk | Haut Ob                                                                        | +2 490,         |                      | +1 103,                | Asie             | Ob                                 | Russie |
| +046, | Noursoultan, Petropavl | Ichim                                                                          | +2 450,         | +177 000,            | +83,                   | Asie             | Irtych                             | Russie, Kazakhstan |
| +047, | Magnitogorsk, Orenbourg, Oural, Atyraou | Oural                                                                          | +2 428,         | +237 000,            | +350,                  | Asie             | Mer Caspienne                      | Kazakhstan, Russie |
| +048, | | Caquetá                                                                        | +2 420,         | +267 730,            | +18 600,               | Amérique du Sud  | Amazone                            | Colombie, Brésil |
| +049, | | Juruá                                                                          | +2 410,         | +225 828,            | +8 400,                | Amérique du Sud  | Amazone                            | Pérou, Brésil |
| +053, | Pueblo, Wichita, Tulsa, Little Rock | Arkansas                                                                       | +2 348,         | +505 000,            | +1 000,                | Amérique du Nord | Mississippi                        | États-Unis |
| +054, | Bangui, Bimbo | Oubangui - Uele                                                                | +2 300,         | +754 830,            | +5 936,                | Afrique          | Congo                              | République centrafricaine, République démocratique du Congo, République du Congo                                               |
| +055, | | Oleniok                                                                        | +2 292,         | +219 000,            | +1 210,                | Asie             | Mer des Laptev                     | Russie |
| +056, | Smolensk, Orcha, Moguilev, Kiev, Tcherkassy, Krementchouk, Kamianske, Dnipro, Zaporijjia, Nikopol, Kherson | Dniepr                                                                         | +2 287,         | +516 300,            | +1 670,                | Europe           | Mer Noire                          | Russie, Biélorussie, Ukraine                                                                                                   |
| +057, | | Aldan                                                                          | +2 273,         | +729 000,            | +5 245,                | Asie             | Léna                               | Russie |
| +058, | Manaus | Negro                                                                          | +2 250,         | +691 000,            | +29 300,               | Amérique du Sud  | Amazone                            | Brésil, Colombie, Venezuela |
| +059, | Portland, Vancouver | Columbia                                                                       | +2 250, (1 953) | +669 300,            | +7 500,                | Amérique du Nord | Océan Pacifique                    | Canada, États-Unis |
| +060, | Namangan, Kokand, Khodjent, Kyzylorda | Syr-Daria                                                                      | +2 212,         | +150 100,            | +600,                  | Asie             | Mer d'Aral                         | Tadjikistan, Ouzbékistan, Kazakhstan                                                                                           |
| +061, | San Luís Río Colorado | Colorado                                                                       | +2 333,         | +629 100,            | +620,                  | Amérique du Nord | Golfe de Californie                | États-Unis, Mexique |
| +062, | Qujing, Luliang, Laibin, Guiping, Wuzhou, Yunan, Zhaoqing, Foshan, Canton, Dongguan, Jiangmen, Zhongshan | Rivière des Perles - Xi Jiang                                                  | +2 200,         | +409 458,            | +9 500,                | Asie             | Mer de Chine méridionale           | Chine |
| +063, | Shreveport | Rouge du Sud                                                                   | +2 188,         | +241 388,            | +1 585,                | Amérique du Nord | Mississippi                        | États-Unis |
| +064, | Myitkyina, Mandalay, Pyay, Pathein,Rangoun | Irrawaddy                                                                      | +2 170,         | +411 000,            | +13 000,               | Asie             | Mer d'Andaman                      | Birmanie |
| +065, | Tshikapa | Kasaï                                                                          | +2 153,         | +881 890,            | +9 873,                | Afrique          | Congo                              | Angola, République démocratique du Congo                                                                                       |
| +066, | Pittsburgh, Cincinnati, Louisville, Evansville | Ohio - Allegheny                                                               | +2 102,         | +490 601,            | +7 957,                | Amérique du Nord | Mississippi                        | États-Unis |
| +067, | Puerto Ayacucho, Ciudad Bolívar, Ciudad Guayana, Tucupita | Orénoque                                                                       | +2 101,         | +1 039 362,          | +36 000,               | Amérique du Sud  | Océan Atlantique                   | Venezuela, Colombie |
| +068, | Yarkand | Tarim                                                                          | +2 100,         | +557 000,            | +158,                  | Asie             | Lob Nor                            | Chine |
| +069, | | Xingu                                                                          | +2 100,         | +531 250,            | +8 670,                | Amérique du Sud  | Amazone                            | Brésil |
| +070, | | Orange                                                                         | +2 092,         | +973 000,            | +370,                  | Afrique          | Océan Atlantique                   | Lesotho, Afrique du Sud, Namibie                                                                                               |
| +071, | Santa Fe | Salado del Norte                                                               | +2 010,         | +124 199,            | +170,                  | Amérique du Sud  | Paraná                             | Argentine |
| +072, | | Vitim                                                                          | +1 978,         | +225 000,            | +2 200,                | Asie             | Léna                               | Russie |
| +073, | Diyarbakir, Cizre, Mossoul, Tikrit, Samarra, Bagdad, Kut, Al-Amara, Al-Qurnah | Tigre                                                                          | +1 950,         | +258 000,            | +1 500,                | Asie             | Chatt-el-Arab                      | Turquie, Syrie, Irak |
| +074, | Fusong, Jilin, Songyuan, Zhaoyuan, Harbin, Tonghe, Yilan, Jiamusi, Fujin | Songhua                                                                        | +1 927,         | +549 000,            | +2 144,                | Asie             | Amour                              | Chine |
| +075, | | Paix                                                                           | +1 923,         | +302 500,            | +2 161,                | Amérique du Nord | Lac Athabasca                      | Canada |
| +076, | Santarém | Tapajós                                                                        | +1 900,         | +489 600,            | +13 400,               | Amérique du Sud  | Amazone                            | Brésil |
| +077, | | Mamoré                                                                         | +1 900,         | +595 000,            | +8 800,                | Amérique du Sud  | Madeira                            | Bolivie, Brésil |
| +078, | Voronej, Volgodonsk, Rostov-sur-le-Don, Bataïsk | Don                                                                            | +1 870,         | +465 600,            | +0900,                 | Europe           | Mer d'Azov                         | Russie |
| +079, | | Toungouska Pierreuse                                                           | +1 865,         | +240 000,            | +1 808,                | Asie             | Ienisseï                           | Russie |
| +080, | | Petchora                                                                       | +1 809,         | +422 000,            | +4 515,                | Europe           | Mer de Barents                     | Russie |
| +081, | Berezniki, Perm, Neftekamsk, Naberejnye Tchelny, Nijnekamsk | Kama                                                                           | +1 805,         | +507 000,            | +3 800,                | Europe           | Volga                              | Russie |
| +082, | Xai-Xai | Limpopo                                                                        | +1 800,         | +413 000,            | +265,                  | Afrique          | Océan Indien                       | Botswana, Afrique du Sud, Zimbabwe, Mozambique                                                                                 |
| +083, | Irkoutsk, Angarsk, Bratsk | Angara                                                                         | +1 779,         | +1 041 000,          | +4 518,                | Asie             | Ienisseï                           | Russie |
| +084, | | Guaporé                                                                        | +1 749,         | +303 210,            | +2 740,                | Amérique du Sud  | Mamoré                             | Bolivie, Brésil |
| +085, | | Mackenzie                                                                      | +1 738,         | +1 805 000,          | +9 700,                | Amérique du Nord | Mer de Beaufort                    | Canada |
| +086, | | Indiguirka                                                                     | +1 726,         | +360 000,            | +1 850,                | Asie             | Mer de Sibérie orientale           | Russie |
| +087, | | Snake                                                                          | +1 670,         | +280 000,            | +1 610,                | Amérique du Nord | Columbia                           | États-Unis |
| +088, | Kayes, Saint-Louis | Sénégal                                                                        | +1 641,         | +337 000,            | +640,                  | Afrique          | Océan Atlantique                   | Guinée, Mali, Mauritanie, Sénégal                                                                                              |
| +089, | Yakeshi, Hulunbuir | Argoun                                                                         | +1 620,         | +164 000,            | +340,                  | Asie             | Amour                              | Russie, Chine |
| +090, | Uruguaiana, Concordia, Salto | Uruguay                                                                        | +1 610,         | +370 000,            | +5 026,                | Amérique du Sud  | Océan Atlantique                   | Brésil, Argentine, Uruguay |
| +091, | Baher Dar, Ad-Damazin, Sannar, Wad Madani, Khartoum | Nil Bleu                                                                       | +1 600,         | +325 000,            | +1 513,                | Afrique          | Nil                                | Éthiopie, Soudan du Sud |
| +092, | | Churchill                                                                      | +1 600,         | +281 300,            | +1 200,                | Amérique du Nord | Baie d'Hudson                      | Canada |
| +093, | | Khatanga                                                                       | +1 600,         | +364 000,            | +3 320,                | Asie             | Mer des Laptev                     | Russie |
| +094, | | Okavango                                                                       | +1 600,         | +721 258,            | +475,                  | Afrique          | Delta de l'Okavango                | Angola, Namibie, Botswana |
| +095, | | Volta                                                                          | +1 600,         | +407 903,            | +1 217,                | Afrique          | Golfe de Guinée                    | Burkina Faso, Ghana, Côte d'Ivoire                                                                                             |
| +096, | Riberalta | Beni                                                                           | +1 599,         | +283 350,            | +9 750,                | Amérique du Sud  | Madeira                            | Bolivie |
| +097, | | Platte                                                                         | +1 594,         | +230 000,            | +198,                  | Amérique du Nord | Missouri                           | États-Unis |
| +098, | Roudny, Qostanai, Kourgan, Tobolsk | Tobol                                                                          | +1 591,         | +426 000,            | +805,                  | Asie             | Irtych                             | Kazakhstan, Russie |
| +099, | | Jubba                                                                          | +1 580,         | +497 626,            | +187,                  | Afrique          | Océan Indien                       | Éthiopie, Somalie |
| +100, | Pittsburgh, Cincinnati, Louisville, Evansville | Ohio                                                                           | +1 579,         | +490 601,            | +7 951,                | Amérique du Nord | Mississippi                        | États-Unis |
| +101, | | Putumayo                                                                       | +1 575,         | +124 510,            | +8 760,                | Amérique du Sud  | Amazone                            | Colombie, Équateur, Pérou, Brésil                                                                                              |
| +102, | Neiva, Barrancabermeja, Soledad, Barranquilla | Magdalena                                                                      | +1 558,         | +259 000,            | +7 300,                | Amérique du Sud  | Mer des Caraïbes                   | Colombie |
| +103, | Hanzhong, Ankang, Danjiangkou, Laohekou, Gucheng, Xiangyang, Yicheng, Zhongxiang, Wuhan | Han                                                                            | +1 532,         | +174 300,            | +2 156,                | Asie             | Yangzi Jiang                       | Chine |
| +104, | | Lomami                                                                         | +1 500,         | +95 830,             | +837,                  | Afrique          | Congo                              | République du Congo, République démocratique du Congo, Angola                                                                  |
| +105, | Orel, Kalouga, Serpoukhov, Kolomna, Riazan, Mourom, Dzerjinsk, Nijni Novgorod | Oka                                                                            | +1 500,         | +245 000,            | +1 270,                | Europe           | Volga                              | Russie |
| +106, | | Pecos                                                                          | +1 490,         | +99 197,             | +8,                    | Amérique du Nord | Río Grande                         | États-Unis |
| +107, | Kyzyl, Abakan, Krasnoïarsk | Haut Ienisseï                                                                  | +1 480,         |                      |                        | Asie             | Ienisseï                           | Mongolie, Russie |
| +108, | Porto Velho | Madeira                                                                        | +1 480,         | +1 420 000,          | +32 000,               | Amérique du Sud  | Amazone                            | Brésil, Bolivie |
| +109, | Nashik, Nanded, Ramagundam, Rajahmundri | Godavari                                                                       | +1 465,         | +313 390,            | +3 038,                | Asie             | Golfe du Bengale                   | Inde |
| +110, | Austin | Colorado                                                                       | +1 438,         | +103 341,            | +81,                   | Amérique du Nord | Golfe du Mexique                   | États-Unis |
| +111, | | Grande                                                                         | +1 438,         | +101 900,            | +800,                  | Amérique du Sud  | Ichilo                             | Bolivie |
| +112, | Salavat, Sterlitamak, Oufa | Belaïa                                                                         | +1 420,         | +142 000,            | +844,                  | Europe           | Kama                               | Russie |
| +113, | | Cooper - Barcoo                                                                | +1 420,         | +142 000,            | +844,                  | Océanie          | Lac Eyre                           | Australie |
| +114, | | Marañón                                                                        | +1 415,         | +380 000,            | +16 400,               | Amérique du Sud  | Amazone                            | Pérou |
| +115, | Tiraspol | Dniestr                                                                        | +1 411, (1 352) | +72 100,             | +310,                  | Europe           | Mer Noire                          | Ukraine, Moldavie, Transnistrie                                                                                                |
| +116, | Garoua, Jimeta, Makurdi | Bénoué                                                                         | +1 400,         | +335 035,            | +3 400,                | Afrique          | Niger                              | Cameroun, Nigeria |
| +117, | Yining | Ili                                                                            | +1 400,         | +1 673 470,          | +475,                  | Asie             | Lac Balkhach                       | Chine, Kazakhstan |
| +118, | | Warburton - Georgina                                                           | +1 400,         |                      |                        | Océanie          | Lac Eyre                           | Australie |
| +119, | | Darling                                                                        | +1 390,         | +609 283,            | +100,                  | Océanie          | Murray                             | Australie |
| +120, | Yamunanagar, New Delhi, Noida, Mathura, Agra, Firozabad, Etawah, Allahabad | Yamunâ                                                                         | +1 376,         | +366 223,            | +3 000,                | Asie             | Gange                              | Inde |
| +121, | Ludhiana, Bahawalpur | Sutlej                                                                         | +1 370,         | +395 000,            | +500,                  | Asie             | Chenab                             | Chine, Inde, Pakistan |
| +122, | Kirov | Viatka                                                                         | +1 370,         | +129 000,            | +890,                  | Europe           | Kama                               | Russie |
| +123, | Abbotsford, Surrey, Coquitlam, Delta, Burnaby, Richmond, Vancouver | Fraser                                                                         | +1 368,         | +220 000,            | +2 718,                | Amérique du Nord | Océan Pacifique                    | Canada |
| +124, | Tbilissi, Roustavi, Mingaçevir | Koura                                                                          | +1 364,         | +218 906,            | +551,                  | Asie             | Mer Caspienne                      | Turquie, Géorgie, Azerbaïdjan                                                                                                  |
| +125, | | Grande                                                                         | +1 360,         | +143 000,            | +2 400,                | Amérique du Sud  | Paraná                             | Brésil |
| +126, | Waco, College Station, Sugar Land | Brazos                                                                         | +1 352,         | +116 000,            | +231,                  | Amérique du Nord | Golfe du Mexique                   | États-Unis |
| +127, | Kailu, Tongliao, Shuangliao, Tieling, Xinmin, Liaozhong, Panjin | Liao                                                                           | +1 345,         | +232 000,            | +500,                  | Asie             | Mer de Bohai                       | Chine |
| +128, | Yanyuan | Yalong                                                                         | +1 323,         | +128 444,            | +1 914,                | Asie             | Yangzi Jiang                       | Chine |
| +129, | Curitiba, São José dos Pinhais, Araucária, Foz do Iguaçu | Iguaçu                                                                         | +1 320,         | +72 637,             | +1 419,                | Amérique du Sud  | Paraná                             | Argentine, Brésil |
| +130, | | Olekma                                                                         | +1 320,         | +210 000,            | +1 950,                | Asie             | Léna                               | Russie |
| +131, | Arkhangelsk, Severodvinsk | Dvina septentrionale - Ioug                                                    | +1 318,         | +357 052,            | +3 530,                | Europe           | Baie de la Dvina                   | Russie |
| +132, | Vijayawada | Krishna                                                                        | +1 300,         | +253 400,            | +1 641,                | Asie             | Golfe du Bengale                   | Inde |
| +133, | | Iriri                                                                          | +1 300,         | +130 000,            | +2 615,                | Amérique du Sud  | Xingu                              | Brésil |
| +134, | Jabalpur, Bharuch | Narmadâ                                                                        | +1 289,         | +98 800,             | +1 216,                | Asie             | Mer d'Arabie                       | Inde |
| +135, | Ottawa, Gatineau, Montréal | Outaouais                                                                      | +1 271,         | +146 300,            | +1 950,                | Amérique du Nord | Saint-Laurent                      | Canada |
| +136, | Blagovechtchensk | Zeïa                                                                           | +1 242,         | +233 000,            | +1 910,                | Asie             | Amour                              | Russie |
| +137, | | Juruena                                                                        | +1 240,         | +190 940,            | +4 360,                | Amérique du Sud  | Tapajós                            | Brésil |
| +138, | Saint-Paul, Minneapolis, Davenport | Haut Mississippi                                                               | +1 236,         |                      |                        | Amérique du Nord | Mississippi                        | États-Unis |
| +139, | Bâle, Strasbourg, Karlsruhe, Mannheim, Ludwigshafen, Mayence, Wiesbaden, Coblence, Bonn, Cologne, Leverkusen, Neuss, Düsseldorf, Krefeld, Duisbourg, Nimègue, Arnhem, Dordrecht, Rotterdam                                                 | Rhin                                                                           | +1 233,         | +198 000,            | +2 300,                | Europe           | Mer du Nord                        | Suisse, Liechtenstein, Autriche, Allemagne, France, Pays-Bas                                                                   |
| +140, | | Athabasca                                                                      | +1 231,         | +95 300,             | +200,                  | Amérique du Nord | Mackenzie                          | Canada |
| +141, | Ceské Budejowice, Prague, Usti nad Labem, Dresde, Magdebourg, Hambourg | Elbe - Vltava                                                                  | +1 231,         | +144 055,            | +711,                  | Europe           | Mer du Nord                        | République tchèque, Allemagne                                                                                                  |
| +142, | Oklahoma City, Norman | Canadian                                                                       | +1 223,         | +123 221,            | +182,                  | Amérique du Nord | Arkansas                           | États-Unis |
| +143, | Edmonton | Saskatchewan du Nord                                                           | +1 220,         | +122 800,            | +245,                  | Amérique du Nord | Saskatchewan                       | Canada |
| +144, | Vereeniging, Vanderbijlpark, Sasolburg | Vaal                                                                           | +1 210,         | +196 438,            | +33,                   | Afrique          | Orange                             | Afrique du Sud |
| +146, | | Shire                                                                          | +1 200,         | +149 500,            | +486,                  | Afrique          | Zambèze                            | Malawi, Mozambique |
| +147, | | Meta                                                                           | +1 200,         | +93 800,             | +6 500,                | Amérique du Sud  | Orénoque                           | Colombie |
| +148, | | Sankuru                                                                        | +1 200,         | +156 000,            | +2 500,                | Afrique          | Kasaï                              | République démocratique du Congo                                                                                               |
| +149, | Kingston, Montréal, Laval, Trois-Rivières, Québec, Lévis | Saint-Laurent                                                                  | +1 197,         | +1 610 000,          | +12 309,               | Amérique du Nord | Golfe du Saint-Laurent             | États-Unis, Canada |
| +150, | Nenjiang, Qiqihar, Fularji, Da'an | Nen                                                                            | +1 190,         | +283 000,            | +844,                  | Asie             | Songhua                            | Chine |
| +151, | | Green                                                                          | +1 175,         | +124 578,            | +173,                  | Amérique du Nord | Colorado                           | États-Unis |
| +152, | | Milk                                                                           | +1 173,         | +57 795,             | +16,                   | Amérique du Nord | Missouri                           | États-Unis, Canada |
| +153, | Monywa | Chindwin                                                                       | +1 158,         | +114 000,            | +4 000,                | Asie             | Irrawaddy                          | Birmanie |
| +154, | Hanoi, Hai Duong, Nam Dinh, Thai Binh, Haiphong | Fleuve Rouge                                                                   | +1 149,         | +170 977,            | +3 640,                | Asie             | Mer de Chine méridionale           | Chine, Vietnam |
| +155, | | James                                                                          | +1 143,         | +54 200,             | +25,                   | Amérique du Nord | Missouri                           | États-Unis |
| +156, | | Kapuas                                                                         | +1 143,         | +98 749,             | +6 000,                | Asie             | Mer de Chine méridionale           | Indonésie |
| +157, | | Helmand                                                                        | +1 130,         | +192 718,            | +260,                  | Asie             | Lac Helmand                        | Afghanistan, Iran |
| +158, | | Chébéli                                                                        | +1 130,         | +336 627,            | +73,                   | Afrique          | Jubba                              | Éthiopie, Somalie |
| +159, | Puerto Maldonado | Madre de Dios                                                                  | +1 130,         | +125 000,            | +6 370,                | Amérique du Sud  | Madeira                            | Pérou, Bolivie |
| +160, | São Paulo, Barueri, Santana de Parnaíba, Salto | Tietê                                                                          | +1 130,         | +150 000,            | +2 500,                | Amérique du Sud  | Paraná                             | Brésil |
| +161, | Syktyvkar | Vytchegda                                                                      | +1 130,         | +121 000,            | +1 160,                | Europe           | Dvina septentrionale               | Russie |
| +162, | | Sepik                                                                          | +1 126,         | +80 321,             | +3 804,                | Océanie          | Océan Pacifique                    | Papouasie-Nouvelle-Guinée, Indonésie                                                                                           |
| +163, | | Cimarron                                                                       | +1 123,         | +49 080,             | +33,                   | Amérique du Nord | Arkansas                           | États-Unis |
| +164, | | Anadyr                                                                         | +1 120,         | +191 000,            | +1 000,                | Asie             | Golfe d'Anadyr                     | Russie |
| +165, | Guangyuan, Cangxi, Langzhong, Nanbu, Yilong, Peng'an, Nanchong, Wusheng, Hechuan, Chongqing | Jialing                                                                        | +1 119,         | +160 000,            | +2 130,                | Asie             | Yangzi Jiang                       | Chine |
| +166, | | Liard                                                                          | +1 115,         | +277 100,            | +2 434,                | Amérique du Nord | Mackenzie                          | Canada |
| +167, | | White                                                                          | +1 102,         | +71 911,             | +741,                  | Amérique du Nord | Mississippi                        | États-Unis |
| +169, | | Drâa                                                                           | +1 100,         | +29 500,             |                        | Afrique          | Océan Atlantique                   | Maroc |
| +170, | Huánuco | Huallaga                                                                       | +1 100,         | +85 000,             | +2 775,                | Amérique du Sud  | Marañón                            | Pérou |
| +171, | Bandundu | Kwango                                                                         | +1 100,         | +263 400,            | +2 700,                | Afrique          | Kasaï                              | Angola, République démocratique du Congo                                                                                       |
| +172, | | Gambie                                                                         | +1 094,         | +60 000,             | +149,                  | Afrique          | Océan Atlantique                   | Guinée, Sénégal, Gambie |
| +173, | Chiniot, Multan | Chenab                                                                         | +1 086,         | +128 000,            | +800,                  | Asie             | Indus                              | Inde, Pakistan |
| +174, | Billings | Yellowstone                                                                    | +1 080,         | +182 300,            | +350,                  | Amérique du Nord | Missouri                           | États-Unis |
| +175, | Belgorod, Lyssytchansk, Severodonetsk | Donets                                                                         | +1 078, (1 053) | +98 900,             | +185,                  | Europe           | Don                                | Russie, Ukraine |
| +176, | | Bermejo                                                                        | +1 050,         | +123 152,            | +410,                  | Amérique du Sud  | Paraguay                           | Bolivie, Argentine |
| +177, | | Fly                                                                            | +1 050,         | +76 000,             | +6 000,                | Océanie          | Golfe de Papouasie                 | Papouasie-Nouvelle-Guinée |
| +178, | | Guaviare                                                                       | +1 050,         | +140 000,            | +8 200,                | Amérique du Sud  | Orénoque                           | Colombie |
| +179, | | Kuskokwim                                                                      | +1 050,         | +120 000,            | +1 900,                | Amérique du Nord | Mer de Béring                      | États-Unis |
| +180, | Knoxville, Chattanooga, Huntsville | Tennessee                                                                      | +1 049,         | +105 870,            | +2 000,                | Amérique du Nord | Ohio                               | États-Unis |
| +181, | Cracovie, Varsovie, Plock, Wloclawek, Torun, Bydgoszcz | Vistule                                                                        | +1 047,         | +194 424,            | +1 054,                | Europe           | Mer Baltique                       | Pologne |
| +182, | Vitebsk, Novapolatsk, Riga | Daugava                                                                        | +1 020,         | +87 900,             | +678,                  | Europe           | Golfe de Riga                      | Lettonie, Biélorussie, Russie                                                                                                  |
| +183, | | Gila                                                                           | +1 015,         | +150 737,            | +172,                  | Amérique du Nord | Colorado                           | États-Unis |
| +184, | | Essequibo                                                                      | +1 010,         | +155 000,            | +2 104,                | Amérique du Sud  | Océan Atlantique                   | Guyana |
| +185, | | Khoper                                                                         | +1 010,         | +61 100,             | +150,                  | Europe           | Don                                | Russie |
| +186, | Orléans, Tours, Nantes, Saint-Avertin | Loire                                                                          | +1 006,         | +117 356,            | +931,                  | Europe           | Océan Atlantique                   | France |
| +187, | Lisbonne | Tage                                                                           | +1 006,         | +81 447,             | +236,                  | Europe           | Océan Atlantique                   | Espagne, Portugal |
| +188, | | Río Colorado                                                                   | +1 000,         | +350 000,            | +148,                  | Amérique du Sud  | Océan Atlantique                   | Argentine |